# Hugenotterna
Denna artikel behandlar operan. För den kalvinistiska rörelsen, se Hugenotter.

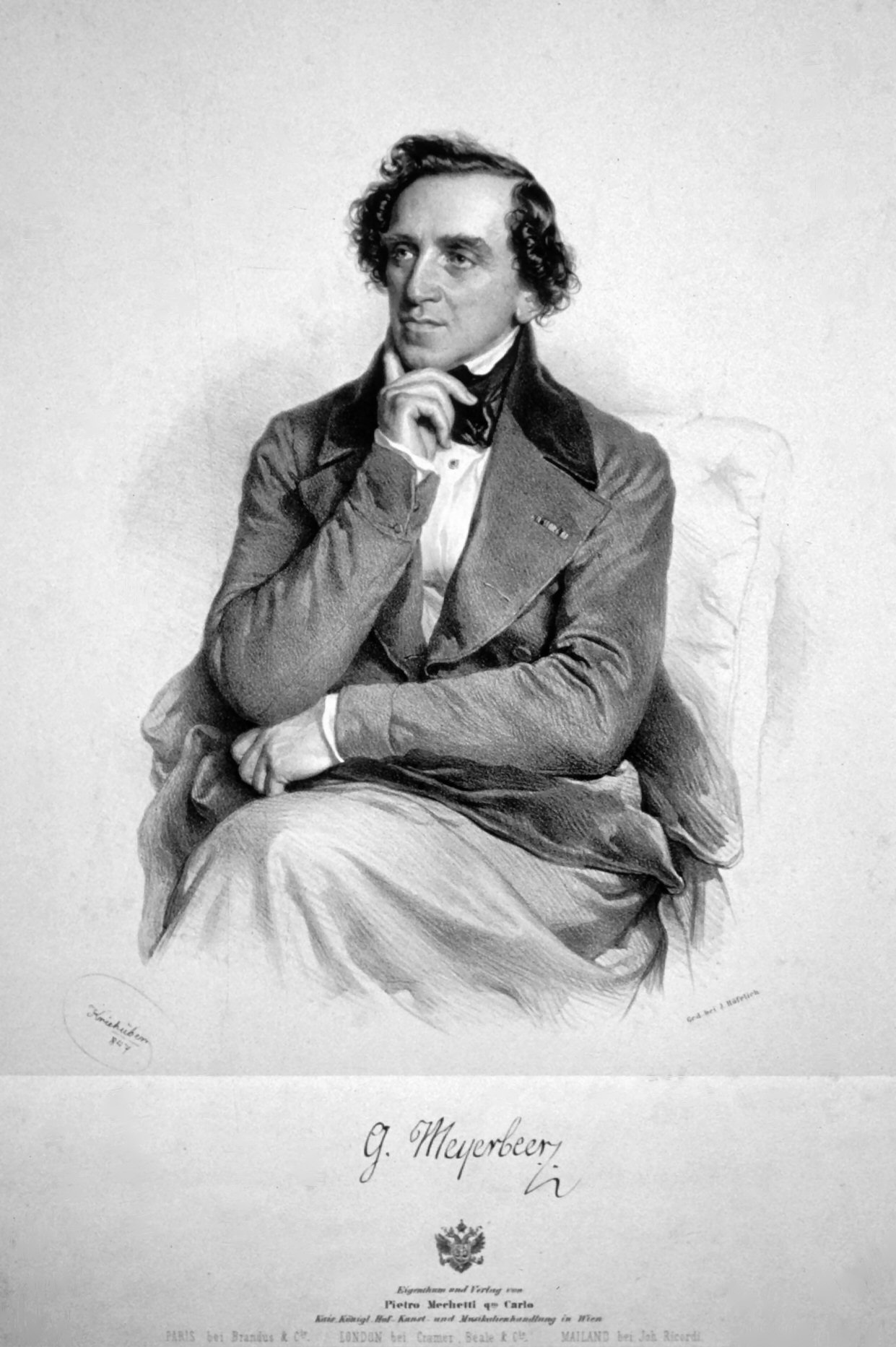
Giacomo Meyerbeer

Hugenotterna (franska: Les Huguenots) är en opera i fem akter med musik av Giacomo Meyerbeer. Librettot av Eugène Scribe och Émile Deschamps skildrar motsättningar mellan franska katoliker och protestanter (Hugenotter) i Paris med kulmen i massakern på de senare under Bartolomeinatten den 24 augusti 1572.

## Historia
Efter fullbordandet av Robert le Diable, men före dess premiär, började Meyerbeer och Eugène Scribe arbeta på en opéra comique: Le Portefaix. Efter den sensationella framgången med Robert le Diable 1831 bestämde sig Meyerbeer för att omvandla treaktaren Le Portefaix till en Grand opéra i fem akter, men när Scribe satte sig på tvären övergav han projektet.
Det skulle ta Meyerbeer ungefär fem år att skriva klart Les Huguenots. Han förberedde sig noga och insåg vikten av att fortsätta presentera överdådiga scener, en dramatisk handling, imponerande orkestrering och virtuosa partier för sångarna – alla delar av den nya genren Grand opéra. I oktober 1832 skrev Meyerbeer och Scribe under ett kontrakt på operan La St Barthélemy (senare omdöpt till Les Huguenots). De hade enats om ett ämne som rörde Hugenottkrigen och med en handling delvis baserad på Prosper Mérimées roman Chronique du règne de Charles IX från 1829.
Då Meyerbeer kom från en rik familj kunde han unna sig att ta tid på sig, diktera sina egna villkor och vara perfektionist. Det ytterst detaljerade kontraktet som Meyerbeer utverkade med Louis-Désiré Véron, Parisoperans chef, för Les Huguenots (och som sattes upp för honom av advokaten Adolphe Crémieux) är ett synligt bevis på detta. Under tiden som Meyerbeer var i färd med att komponera sin opera, sattes en annan opera upp i Paris (1832) med liknande handling och innehåll: Le Pré aux clercs av Ferdinand Hérold. Liksom Meyerbeers verk blev även Hérolds opera mycket populär på sin tid, även om den ytterst sällan framförs numera.
Meyerbeer lovade att fullborda musiken till december 1833 men misslyckades. Han ville ha med fler historiska detaljer från tiden och ett större psykologiskt djup hos sina karaktärer än i Scribes text men lyckades inte övertala Scribe att ändra texten i Akt IV för att ge plats åt fler kvinnliga röster. Han erhöll Scribes godkännande att bjuda in ytterligare en librettist, Émile Deschamps, att arbeta med texten för att få med dessa element. Meyerbeer fick rådet att ta med sin hustru till ett varmare klimat för sin hälsas skull och medan de befann sig i Italien rådfrågade han librettisten till hans tidare italienska operor, Gaetano Rossi. Med hjälp av dennes råd skrev Meyerbeer själv om rollen Marcel, en av verkets mest slående och originella karaktärer. Meyerbeer tog även emot råd från stjärntenoren Adolphe Nourrit, som var utsedd att sjunga Raouls roll, att utöka kärleksduetten i akt 4, vilket skulle komma att bli ett av operans mest kända nummer.

## Uppförandehistorik
Les Huguenots hade premiär på Parisoperan i Salle Le Peletier den 29 februari 1836 (dirigent: François Habeneck) och blev en omedelbar framgång. Både Adolphe Nourrit och Cornélie Falcon prisades särskilt av kritikerna för sin sång och utspel. Det var Falcons sista stora roll innan hennes röst så tragiskt falerade i april följande år. Hector Berlioz kallade musiken för "en musikalisk encyklopedi". Les Huguenots var den första opera att spelas fler än 1000 gånger på Parisoperan (den 1000:e gången inföll den 16 maj 1906) och fortsatte att sättas upp regelbundet fram till 1936, mer än ett sekel efter premiären.(Parisoperan producerade en ny uppsättning av Les Hugenots i september 2018, den första sedan 1936). Dess många uppsättningar i världens alla stora operahus gör att den anses vara 1800-talets mest framgångsrika opera.
Andra stora premiärer ägde rum i London (Covent Garden Theatre) den 20 juni 1842 och i New Orleans (Théâtre d'Orléans) den 29 april 1839. På grund av handlingen iscensattes den ibland under andra titlar såsom Guelfer och Ghibelliner (i Wien före 1848), Renato di Croenwald i Rom eller Anglikaner och Puritaner (i München) för att undvika inflammerade, religiösa spänningar hos publiken.
Les Huguenots utsågs att inviga den nuvarande Covent Garden-operan 1858. Under 1890-talet, då den framfördes på Metropolitan Opera, kallades den ofta för 'the night of the seven stars', då rollbesättningen bestod av Lillian Nordica, Nellie Melba, Sofia Scalchi, Jean de Reszke, Édouard de Reszke, Victor Maurel och Pol Plançon. Operan framfördes på italienska på Metropolitan under 1800-talet som Gli Ugonotti.
Den svenska premiären ägde rum på Stockholmsoperan den 10 maj 1842 i en version översatt av Pehr Westerstrand och den iscensattes åter med premiär den 5 december 1900 och den 11 februari 1928.

### Sovjetisk bearbetning
I Sovjetunionen fick operan nytt libretto och ny titel, Dekabristi, om det historiska Dekabristupproret.

### Moderna uppsättningar
Liksom var fallet med Meyerbeers andra operor tappade Les Huguenots i intresse i början av 1900-talet och förlorade sin plats på repertoaren, förutom några enstaka nypremiärer. Dame Joan Sutherland och Richard Bonynge var de starka krafterna bakom operans nytändning under andra hälften av 1900-talet. Sutherland valde operan som sin avskedsföreställning i Operahuset i Sydney den 2 oktober 1990.
Bland skälen som ofta angavs för bristen på uppsättningar under 1900-talet fanns verkets stora proportioner och kostnaderna för att sätta upp den, liksom bristen på virtuosa sångare som var kapabla att göra rättvisa åt Meyerbeers krävande musik. Men nutida och framgångsrika uppsättningar av operan på relativt små operahus som Metz (2004) visar att denna notoriska kunskap kan utmanas. Sedan dess har det satts upp fler framgångsrika uppsättningar av Les Huguenots på stora operahus i Frankrike, Belgien, Tyskland och Schweiz. Föreställningar av Les Huguenots är inte längre sällsynta i Europa.

### Fotografier från Kungliga Operans uppsättning 1880-talet

Anders Willman som Marcel
Anna Strandberg som Drottningen
Carl Lundmark som Tavannes
Charlotta Strandberg som Urbain
Filip Forstén som greve Nevers
Oscar Arnoldson som Raoul
Signe Hebbe som Valentine
Zelia Trebelli (gästspel) som Urbain

## Personer
| Roller | Röstläge | Premiärbesättning 29 februari 1836 (Dirigent: François Habeneck) | Svensk premiärbesättning 10 maj 1842 (Dirigent: Johan Fredrik Berwald |
| --- | -------- | ---------------------------------------------------------------- | --------------------------------------------------------------------- |
| Marguerite de Valois, drottning av Navarra                                                                                           | sopran   | Julie Dorus-Gras                                                 | Mathilda Gelhaar                                                      |
| Valentine de Saint-Bris, dotter till Saint-Bris                                                                                      | sopran   | Cornélie Falcon                                                  | Elma Ström                                                            |
| Urbain, drottningens page | sopran   | Maria Flécheux                                                   | Wilhelmina Fundin                                                     |
| Raoul de Nangis, adelsman och protestantisk hugenott                                                                                 | tenor    | Adolphe Nourrit                                                  | Julius Günther                                                        |
| Marcel, hans tjänare | bas      | Nicolas Levasseur                                                | Giovanni Belletti                                                     |
| Greve de Nevers, katolsk adelsman | baryton  | Prosper Dérivis                                                  | Isidor Dannström                                                      |
| Greve de Saint-Bris, katolikernas ledare                                                                                             | baryton  | Jean-Jacques-Émile Serda                                         | Fredrik Kinmansson                                                    |
| Bois Rosé, soldat och hugenott | tenor    | François Wartel                                                  |                                                                       |
| Maurevert, katolsk adelsman | baryton  | Bernadet                                                         | Lars Kinmansson                                                       |
| Tavannes, katolsk adelsman | tenor    | Alexis Dupont                                                    | Olof Strandberg                                                       |
| Cossé, katolsk adelsman | tenor    | Jean-Étienne-Auguste Massol                                      | Fredrik Habicht                                                       |
| Thoré, katolsk adelsman | tenor    | François Wartel                                                  | N. W. Almlöf                                                          |
| De Retz, katolsk adelsman | baryton  | Alexandre Prévost                                                | C. J. Pfeiffer                                                        |
| Méru, katolsk adelsman | baryton  | Ferdinand Prévôt                                                 | J. R. Heijligering                                                    |
| Léonard, betjänt till greve de Nevers                                                                                                | tenor    | Charpentier                                                      |                                                                       |
| Härolden | bas      | Adolphe-Joseph-Louis Alizard                                     |                                                                       |
| Två kammarjungfrur | sopran   | Gosselin och Laurent                                             |                                                                       |
| Kör: Adelsmän, hovdamer, studenter, soldater, parisiska borgare, zigenare, munkar, katolska dråpare, hugenottkvinnor och hugenotbarn |          |                                                                  |                                                                       |

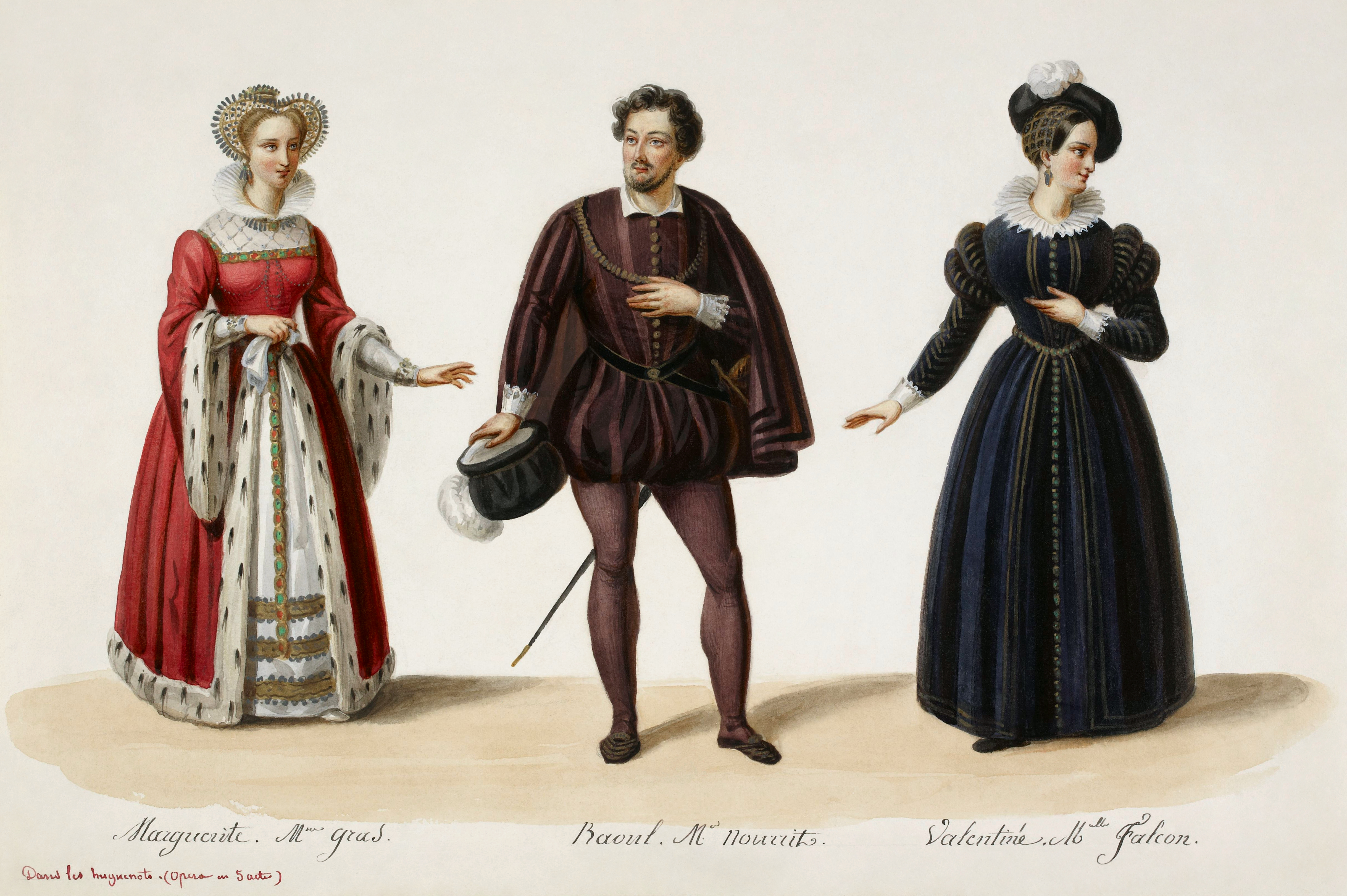
Kostymdesign av Eugène Du Faget till premiären 1836: Julie Dorus-Gras som Marguerite, Adolphe Nourrit som Raoul och Cornélie Falcon som Valentine
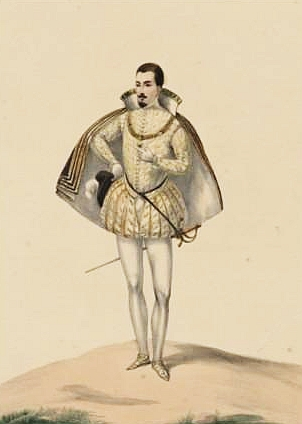
Prosper Dérivis som Nevers
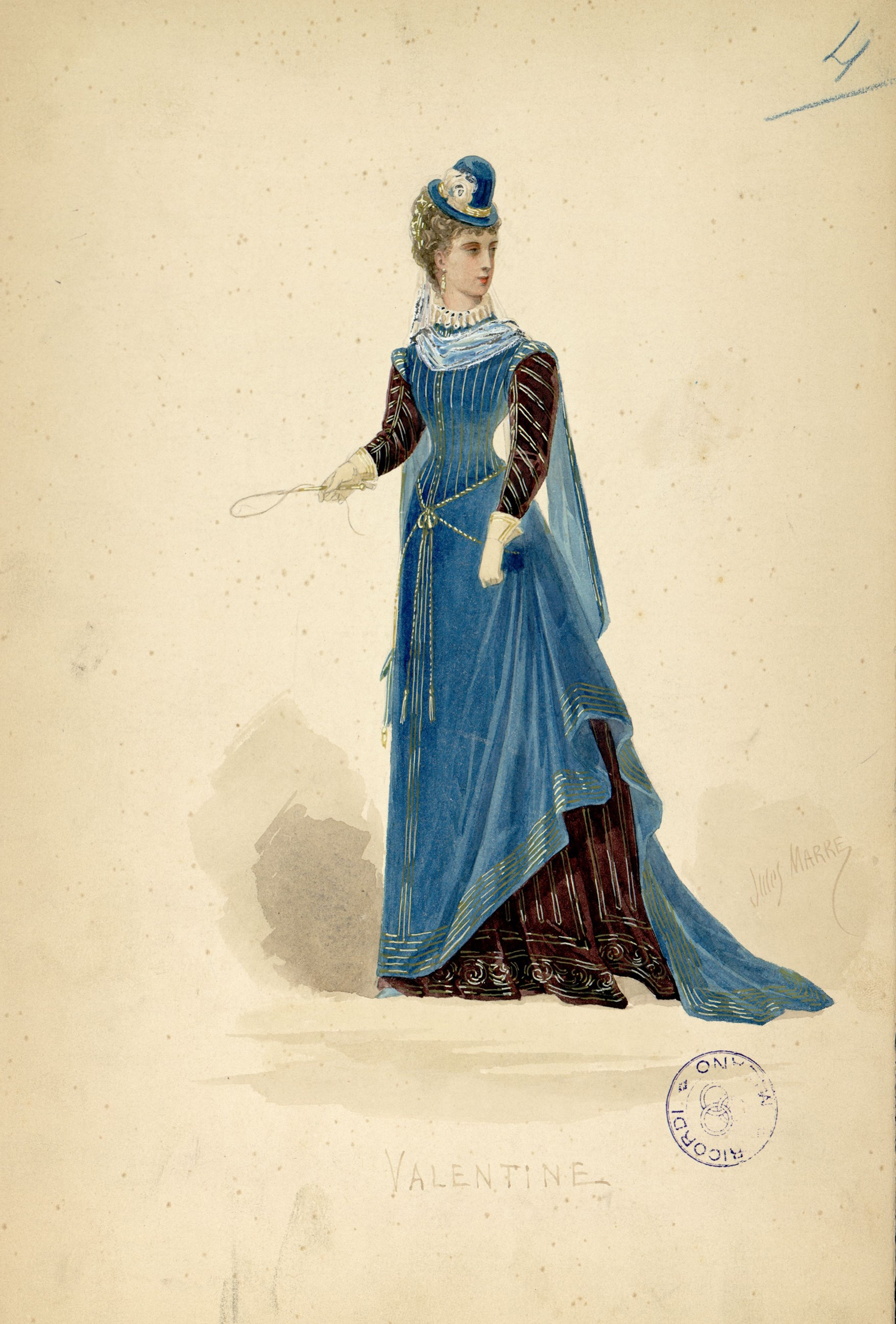
Valentine (sopran), kostymdesign till Gli Ugonotti (odaterad).
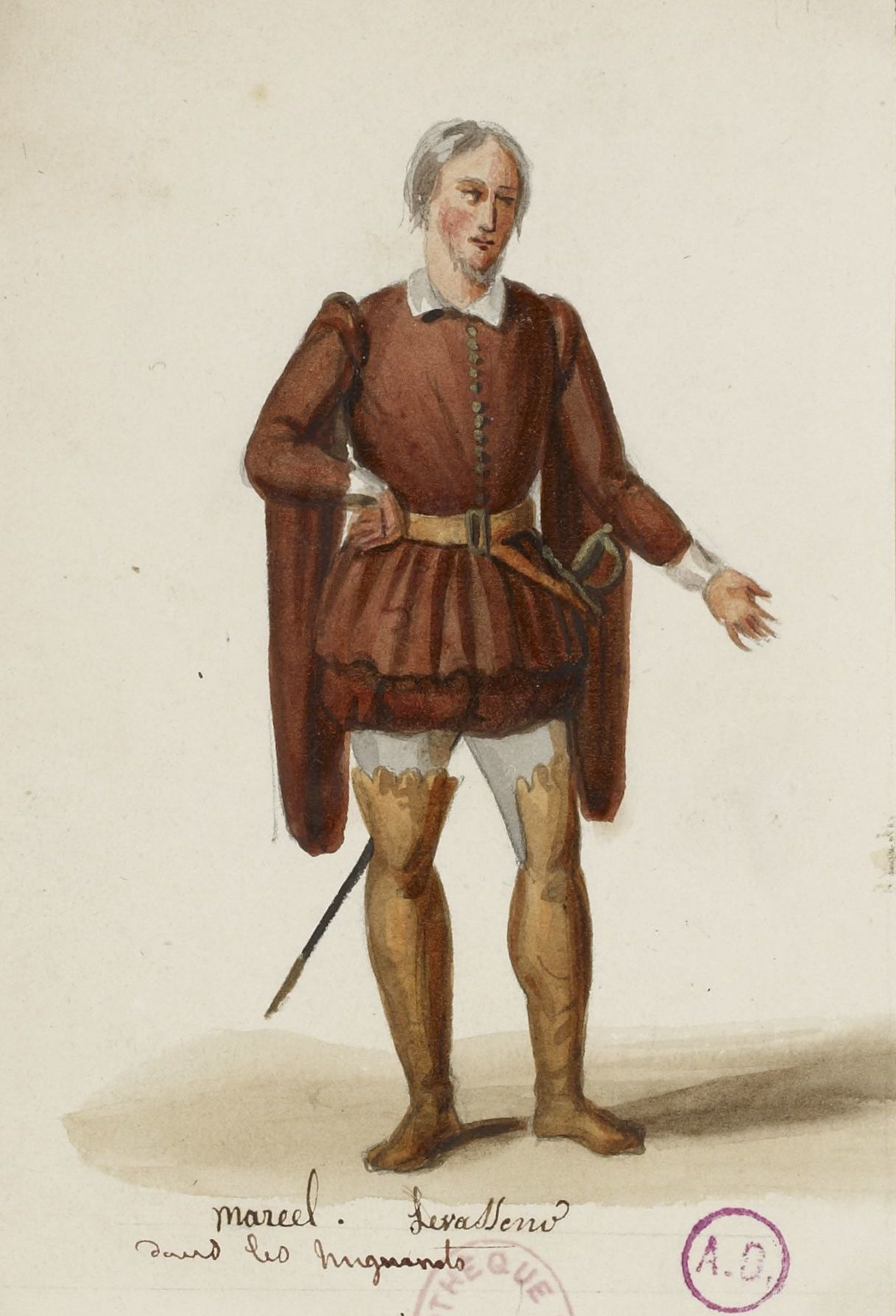
Nicolas Levasseur som Marcel
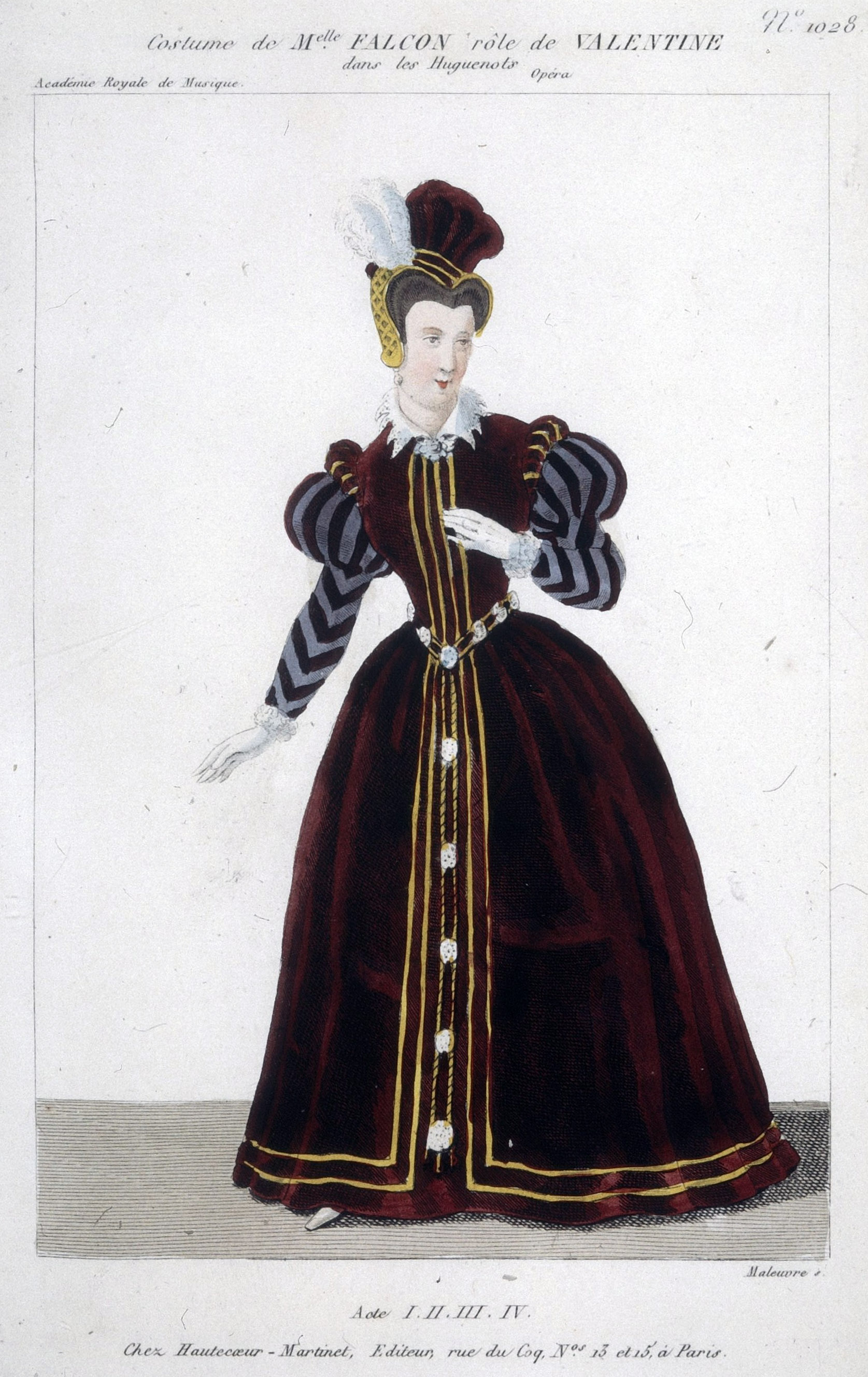
Cornélie Falcon som Valentine.
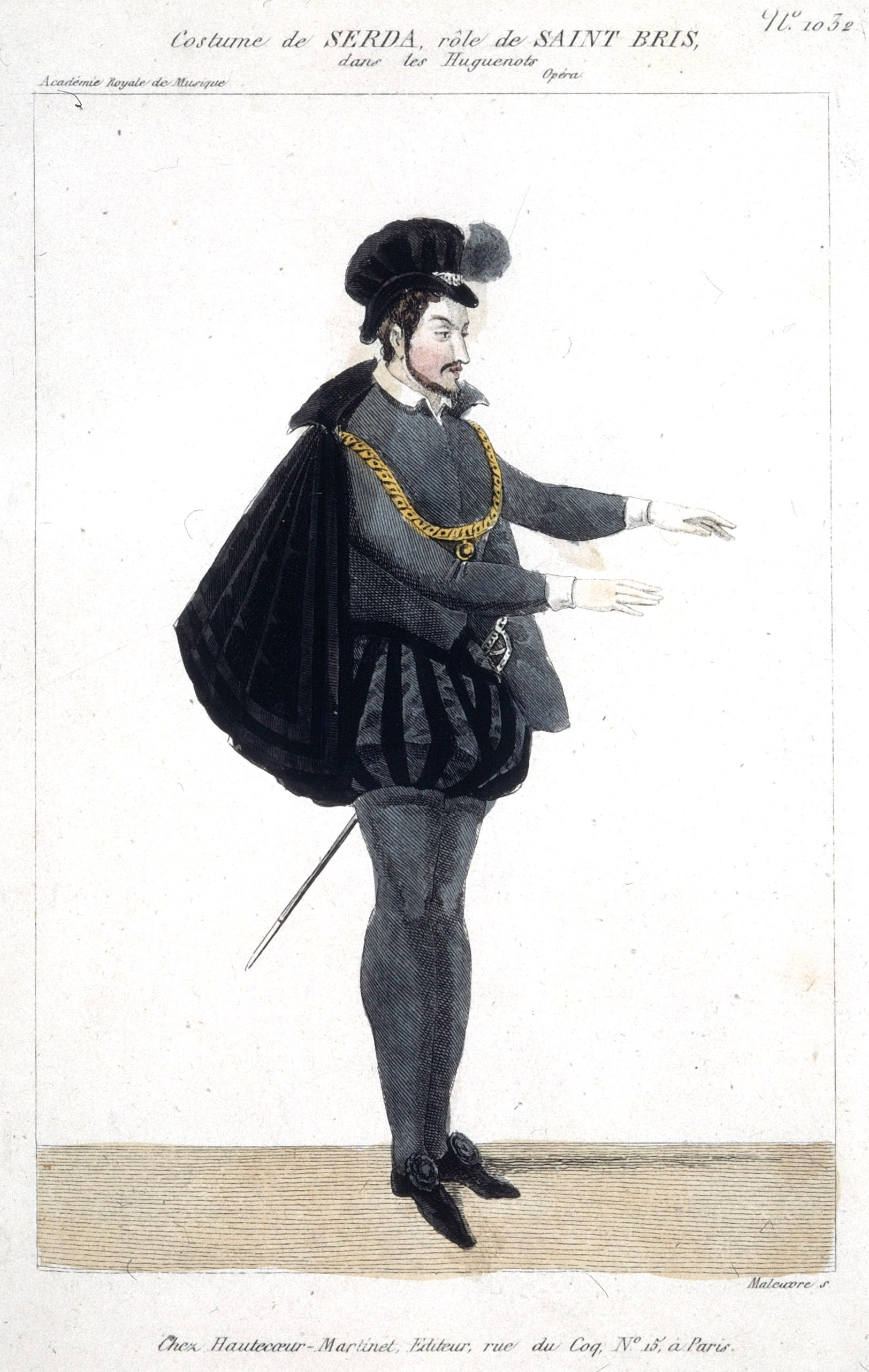
Jacques-Emile Serda som Saint-Bris

## Handling
Operan utspelar sig i Frankrike i augusti 1572 före och under Bartolomeinatten då tusentals franska hugenotter (protestanter) mördades av katolska kyrkan i ett försök att fria Frankrike från protestantiskt inflytande. Även om massakern var en historisk händelse så är resten av operans handling, vilken huvudsakligen rör kärleken mellan den katolska Valentine och den protestantiske Raoul, helt uppdiktad av Scribe.
Ett kort orkesterförspel, innehållande Martin Luthers koral "Ein feste Burg", ersatte den utökade ouvertyr som Meyerbeer från början hade tänkt sig.

### Akt 1
Scenen föreställer greven av Nevers slott i Touraine. I bakgrunden stora öppna fönster ut mot trädgårdar och en gräsmatta på vilken flera adelsmän spelar boll; till höger leder en dörr in mot de inre rummen; till vänster ett stängt fönster med gardin vilket antas leda till ett bönerum; i förgrunden spelar andra adelsmän tärning etc. Nevers, Tavannes, Cossé, Retz, Thoré, Méru och övriga katolska adelsmän ser på dem och pratar sinsemellan.
Den katolske greven av Nevers underhåller sina adliga gäster. Deras värd informerar dem om att innan de kan gå till bords måste de invänta Raoul, en ung hugenott skickad av kungen i ett försök att ena protestanter och katoliker. Raoul kommer in. Han imponeras av omgivningarna och adelsmännens sällskap. Dignande maträtter och kopiösa mängder vin förs in och adelsmännen uppmuntrar Raoul att dricka ( L’orgie: "Bonheur de la table"). Greven av Nevers tillkännager att han just har förlovat sig och att han måste överge sin älskarinna. Han uppmanar gästerna att beskriva den de är förälskade i. Raoul berättar hur han räddat en flicka från att en gatuattack. Även om han inte vet hennes namn eller ursprung blev han omedelbart förälskad i henne (Romance: "Plus blanche que la blanche hermine"). (Med en djärv och ovanlig orkestrering ackompanjerar Meyerbeer arian med ett solo på viola d'amore). Raouls protestantiske tjänare Marcel kommer in och förfäras över att se sin herre i ett sådant syndigt sällskap med spel, dryck och kärlekstal. Marcel sjunger en innerlig protestantisk bön (melodin till 'Ein fest Burg') medan de katolska herrarna skålar för sin älskarinnor. En av katolikerna känner igen Marcel från ett bråk och ber honom att ta ett glas för att försonas. Marcel vägrar och på uppmaning av adelsmännen sjunger han en krigssång från Slaget vid La Rochelle om utrotandet av alla katoliker (Chanson huguenote: "Piff, paff, piff, paff"). Katolikerna bara skrattar.
Grevens betjänt säger att en mystisk kvinna önskar tala med honom. Greven går ut. De övriga undrar vem damen är och försöker få en skymt av henne. De uppmanar Raoul att göra detsamma. Han känner igen kvinnan han räddade och blev förälskad i. Han tror nu att hon är den älskarinna som greven skrutit om och svär att aldrig mer se henne. I själva verket är hon grevens tillkommande brud Valentine (dotter till St. Bris) och har fått order av drottningen att bryta förlovningen. Pagen Urbain kommer in med ett hemligt budskap till Raoul i vilket han utmanas att med förbundna ögon komma till ett hemligt möte med en okänd kvinna ( Cavatina: "Une dame noble et sage"). Katolikerna känner igen sigillet på brevet såsom tillhörande drottningen av Navarre och de dricker Raouls välgång till medan han först bort.

### Akt 2
Slottet i Chenonceau. En flod slingrar sig mot mitten av scenen och försvinner emellanåt bakom gröna trädgrenar. Till höger en brant trappa som vetter mot trädgården.
Drottning Marguerite blickar in i en spegel som hålls av pagen Urbain och sjunger en virtuos pastoral (O beau pays de la Touraine). Hon hoppas kunna undvika de religiösa tvister som plågar Frankrike genom att stanna på landet (Cabaletta: A ce mot seul s’anime et renaît la nature). Valentine kommer in och rapporterar att Nevers har gått med på att avbryta förlovningen, vilket gläder Marguerite då hon vet att Valentine är förälskad i Raoul de Nangis. Drottningen är säker på att hon lyckas övertala Valentines fader, katoliken Saint-Bris, att tillåta dottern att gifta sig med den unge protestanten som ett steg mot att avsluta striderna. Marguerites hovdamer kommer in redo för att bada. Detta leder över till en balett under vilken pagen Urbain försöker spionera på de lättklädda damerna då de badar. Urbain beskriver roat hur Raoul med förbundna ögon fördes till slottet (Rondeau: "Non, non, non, vous n’avez jamais, je gage") Han kommer in och drottningen ber sin hovdamer att lämna dem ensamma. Raoul bländas av all skönhet som han ser i slottet och av de unga damerna som står omkring honom. Drottningen hade gärna behållit den unge mannen för sig själv än att låta Valentine gifta sig med honom som planerat (Duet: "Beauté divine enchanteresse"). Hovets herrar och damer tillsammans med Nevers och Saint-Bris kommer in och drottningen ger order att alla ska svära en ed om vänskap och fred med alla. Men Marcel vägrar då han misstycker att hans herre blandar sig med katoliker (Oath :Par l’honneur, par le nom que portaient). Drottningen presenterar Valentine för Raoul som den flicka han älskar och ska gifta sig med för att befästa relationen mellan protestanter och katoliker. I en komplex finalensemble vägrar Raoul, som tror att Valentine är Nevers älskarinna, att gå med på drottningen begäran. Adelsmännen svär att hämnas, Valentine är förkrossad över denna förolämpning mot hennes ära, drottningen förstår inte Raouls orsak till att vägra gifta sig och Marcel förebrår Raoul för att umgås med katoliker.

### Act 3

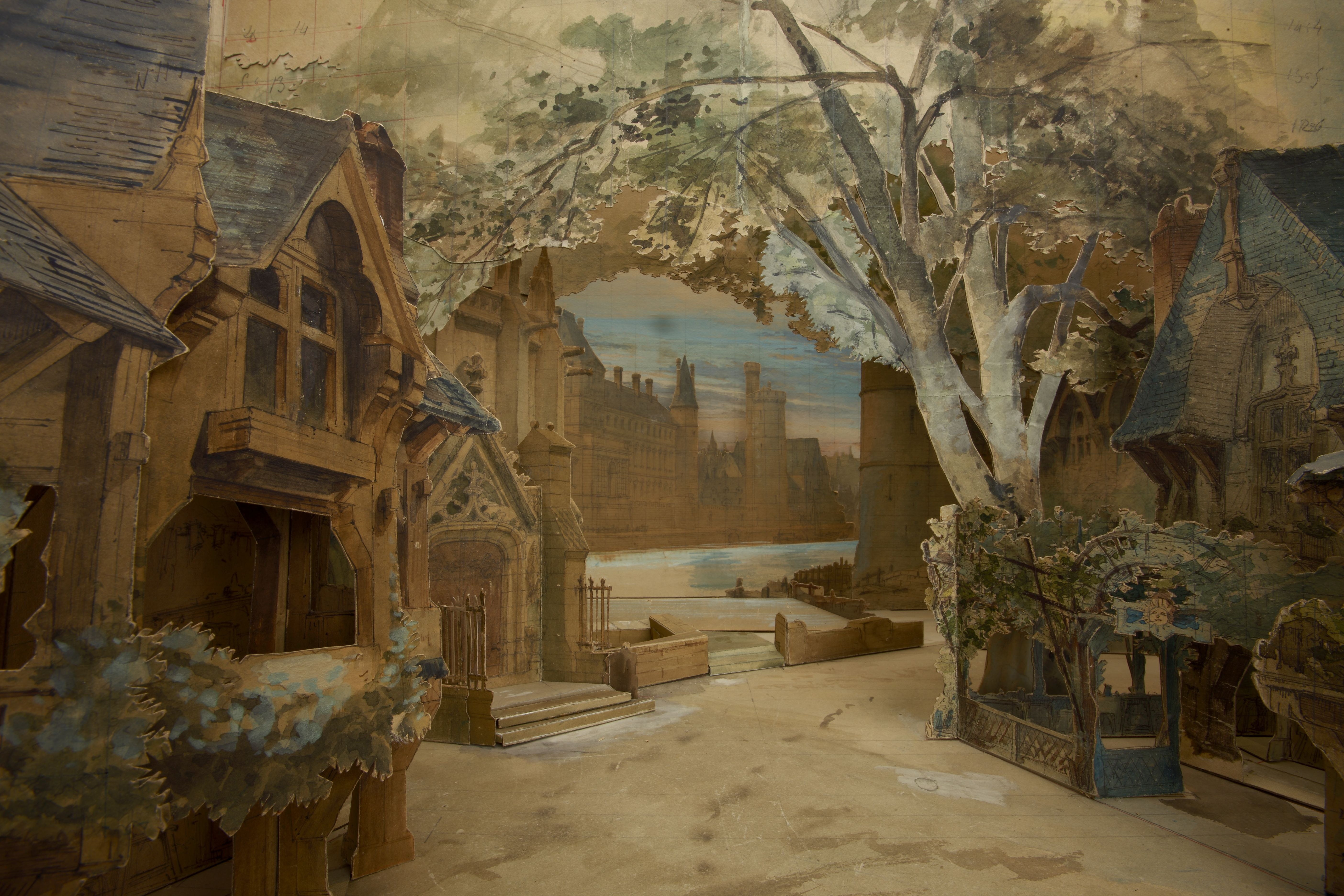
Dekormodell av Charles-Antoine Cambon till Akt 3 Paris 1875

Paris, 'Pré aux clercs' på västra stranden av floden Seine i solnedgången. Till vänster en taverna där katolska stuenter sitter med flickor; till höger en annan taverna där hugenottsoldater dricker och spelar tärning. I bakgrunden till vänster ingången till kapellet. I mitten skuggar ett stort träd ängen. I framkanten sitter präster från La Basoche och grisetter på stolar och samtalar. Andra vandrar omkring. Arbetare, köpmän, kringresande musiker, munkar och stadsbor. Klockan är sex på kvällen i augusti månad.
Folekt njuter av promenaden denna vackra söndagskväll (Entracte et chœur: C’est le jour de dimanche). Hugenottsoldaterna sjunger en blodtörstig krigssång till den protestantiska amiral Colignys ära (Couplets militaires: "Prenant son sabre de bataille"). En procession av katolska flickor går över scenen på väg till kapellet där Valentine och Nevers är i färd med att gifta sig. Flickorna tillber den heliga jungfrun (Litanies :" Vierge Marie, soyez bénie !")  Marcel kommer in med ett brev från Raoul till Saint-Bris och avbryter processionen i hopp om att ta reda på Saint-Bris avsikter. Katolikerna blir rasande över Marcels helgerån men hugenottsoldaterna försvarar honom. Spänningen stiger när ett zigenarfölje kommer in. De dansar och spår och har en lugnande inverkan (Ronde bohémienne: "Venez ! – Vous qui voulez savoir d’avance" and gypsy dance). Valentine har precis gift sig med Nevers, men stannar kvar i kapellet för att be. Marcel framför en utmaning från Raoul. Saint-Bris bestämmer sig för att döda Raoul, men avlyssnas av Valentine. Härolden förklarar undantagstillstånd (scenen föregår en liknande i Richard Wagners Mästersångarna i Nürnberg) och folket skingras. En förklädd Valentine berättar för Marcel om faderns plan att mörda Raoul (Duet:Dans la nuit où seul je veille). Valentine inser att trots den offentliga skammen som Raoul orsakat henne så älskar hon fortfarande honom och återvänder till kapellet. Raoul, Saint-Bris och vittnena anländer för dueller, var och en säker på seger (Septet: "En mon bon droit j’ai confiance"). Marcel begär understöd av hugenottsoldaterna på tavernan till höger och Saint-Bris från de katolska studenterna på tavernan till vänster och ett annalkande upplopp börjar. Endast drottningens ankomst till häst lugnar kaoset. Raoul inser att Valentine har räddat honom och att hans misstankar mot henne var ogrundade. Men nu är hon gift med hans fiende och just då syns en upplyst båt på floden med bröllopsgäster som besjunger brudparet (Wedding chorus:"Au banquet où le ciel leur apprête"). Nevers och Valentine tågar ut medan katoliker och protestaner ljudligt utropar hot mot varandra (Chorus of fighters:"Non, plus de paix ni trêve").

### Akt 4

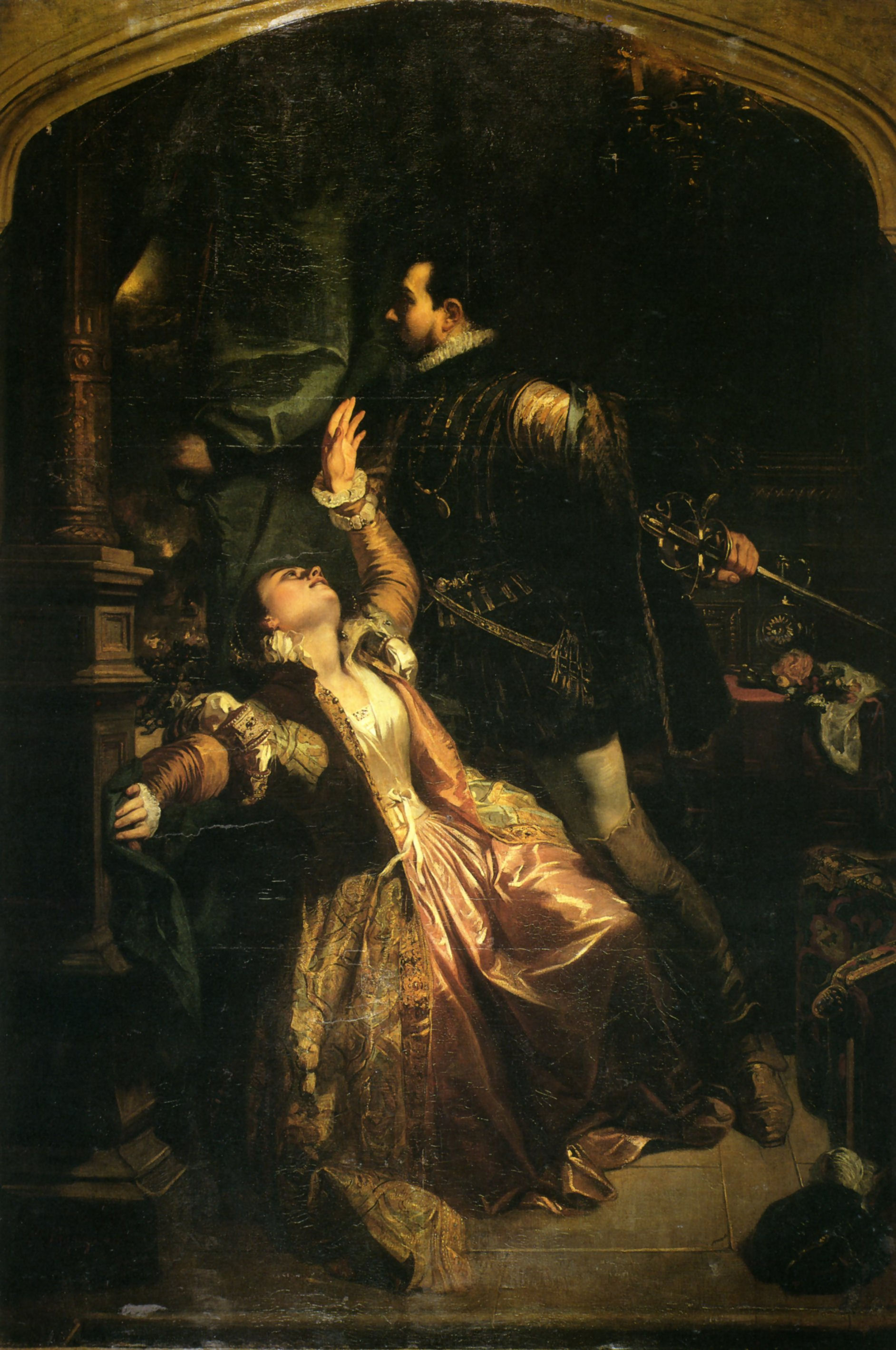
Målning av akt 4, duetten mellan Raoul/ Valentine av Camille Roqueplan

Ett rum i Nevers Parishus. Familjeporträtt hänger på väggarna. I bakgrunden en stor dörr och ett stort gotiskt kors. Till vänster en dörr som leder till Valentines sovrum. Till höger en stor eldstad och nära den en öppning till ett rum dolt av en gobeläng. Till höger och i förgrunden fönster som vetter mot gatan.
Valentine är ensam och uttrycket sin sorg över att ha blivit gift med Nevers då hon älskar Raoul (Air: "Parmi les pleurs mon rêve se ranime"). Hon överraskas av Raoul som önskar få ett sista möte med henne. Ljudet av steg får Raoul att gömma sig bakom en gardin, där han åhör hur de katolska adelsmännen svär att mörda hugenotterna. De åtföljs av tre munkar, vilka välsignar svärden och dolkarna som ska användas i massakern. Munkarna förklarar att det är Guds vilja att avfällingarna ska dö. Endast Nevers vägrar att svära eden (Conjuration:"Des troubles renaissants"). Denna scen anses som operans mest gripande och ackompanjeras av lika dramatisk musik. När adelsmännen har gett sig av kommer Raoul fram och slits mellan att varna sina vänner eller stanna hos Valentine  (Duet:"Ô ciel! où courez-vous ?"). Valentine försöker hindra honom från att dö och erkänner att hon älskar honom vilket orsakar Raoul stor förtvivlan. Då ljuder kyrkklockorna från Saint-Germain-l'Auxerrois, signalen för massakerns början och Valentine svimmar medan Raoul klättrar ut genom fönstret för att förena sig med sina kamrater.

### Akt 5
Scen 1: En vacker upplyst balsal i the Hôtel de Nesle
Protestanterna firar bröllopet mellan drottningen och Henrik av Navarra. Klockklangen avbryter dansen och firandet. Raoul rusar in blodig och med sönderrivna kläder och berättar för alla att andra klangen var signalen för katolikernas massaker på hugenotterna. Amiral Coligny har mördats och protestantiska män, kvinnor och barn slaktas i tusentals på gatorna. Panikslagna flyr kvinnorna medan männen förberede sig för strid.
Scen 2: En kyrkogård: i bakgrunden syns en protestantisk kyrka med blyinfattade fönster. Till vänster leder en liten smal dörr in till kyrkan. Till höger en grind.

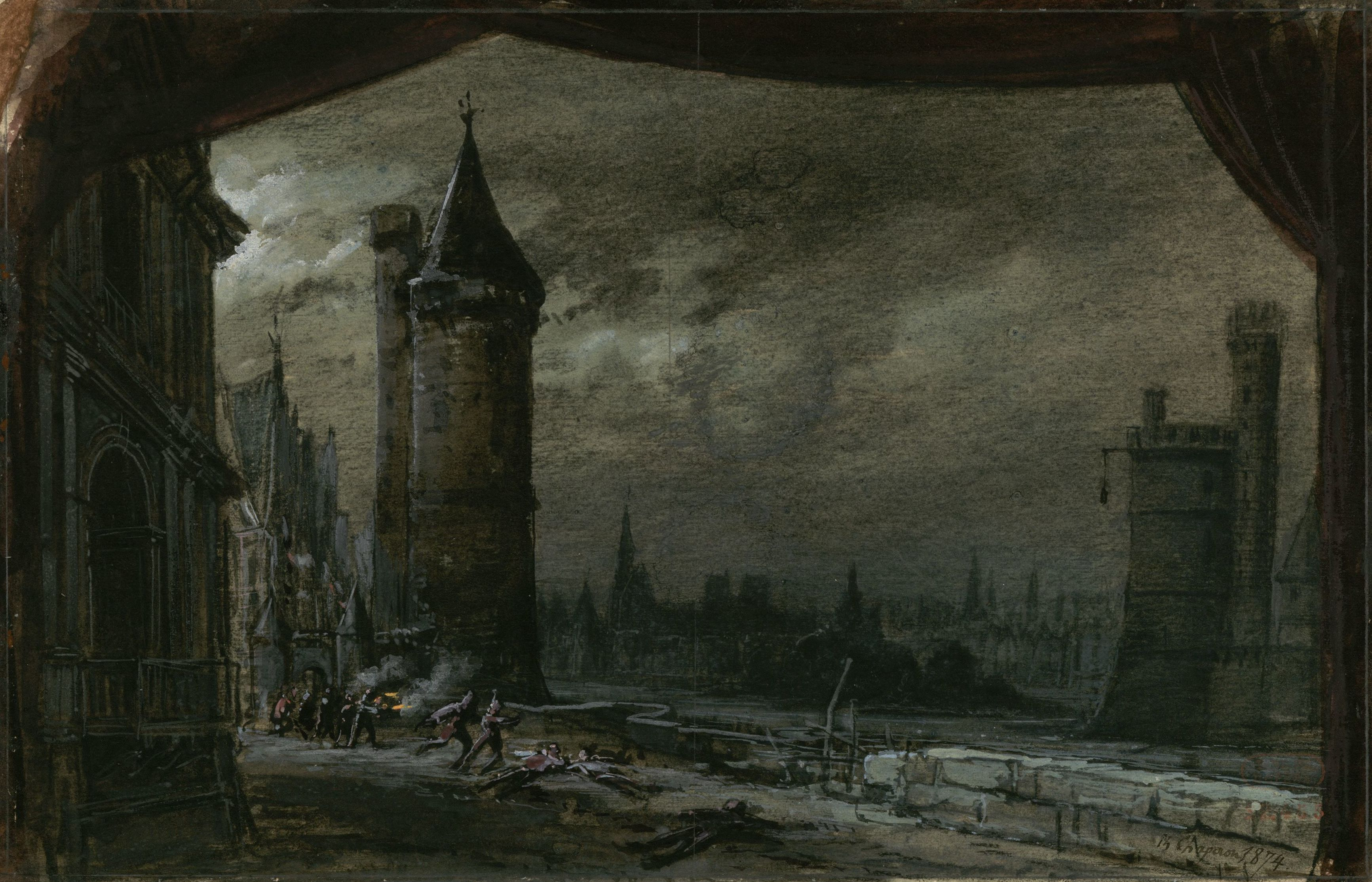
Philippe Chaperons dekor till Akt V, Scen 2

Under ledning av Marcel söker protestantiska kvinnor och barn skydd i kyrkan. Raoul finner sin gamle tjänare som resignerat förbereder sig för att dö. Valentine anländer och berättar för Raoul att hans liv kan sparas om han går med på att bära en vit bindel runt armen, tecknet på att han är katolik. Hon säger också att nu är fri efter att Nevers har dödats då han försvarade protestanterna. Raoul tvekar men avvisar sedan Valentines förslag. Omedelbart beslutar hon sig för att dela ödet med den man hon älskar genom att avsäga sig sin katolska tro. Hon ber Marcel att välsigna henne. Han gör det och förklarar paret gifta inför Guds ögon (Trio: "Savez-vous qu’en joignant vos mains"). Under tiden har protestanterna barrikaderat sig i kyrkan till tonerna av Luthers hymn "Ein feste Burg". Plötsligt avbryts sången. Katolikerna har tagit sig igenom kyrkporten och hotar att döda alla kvinnor och barn om de inte avsäger sig sin tro. De vägrar och återupptar sången som flera gånger avbryts av muskötskott. Till slut tystnar sången: alla har massakrerats till döds. I slutskedet tycker sig Marcel höra hur änglarna leder martyrerna till Gud. Valentine och Raoul delar visionen av himlen 'med sex harpor'. (Trio: "Ah ! voyez ! Le ciel s’ouvre et rayonne !"). Katolska soldater tar sig in på kyrkogården, tillfångatar Raoul, Valentine och Marcel och för dem iväg. De såras då de vägrar avsäga sig sin tro.
Scen 3: En gata i Paris, natten mellan den 23 och 24 augusti 1572
Saint-Bris mördar de sårade fångarna, men inser för sent att han har dödat sin egen dotter. (Jämför slutscenen i Jacques Fromental Halévys opera, Judinnan, libretto också av Scribe, uppsatt ett år tidigare än Les Huguenots). Marguerite anländer i bärstol. Hon igenkänner också Valentine och försöker stoppa massakern, men förgäves. En kör av soldater, på jakt efter fler protestanter att mörda, sjunger 'Gud kräver blod!' medan ridån går ner.

## Analys

### Libretto

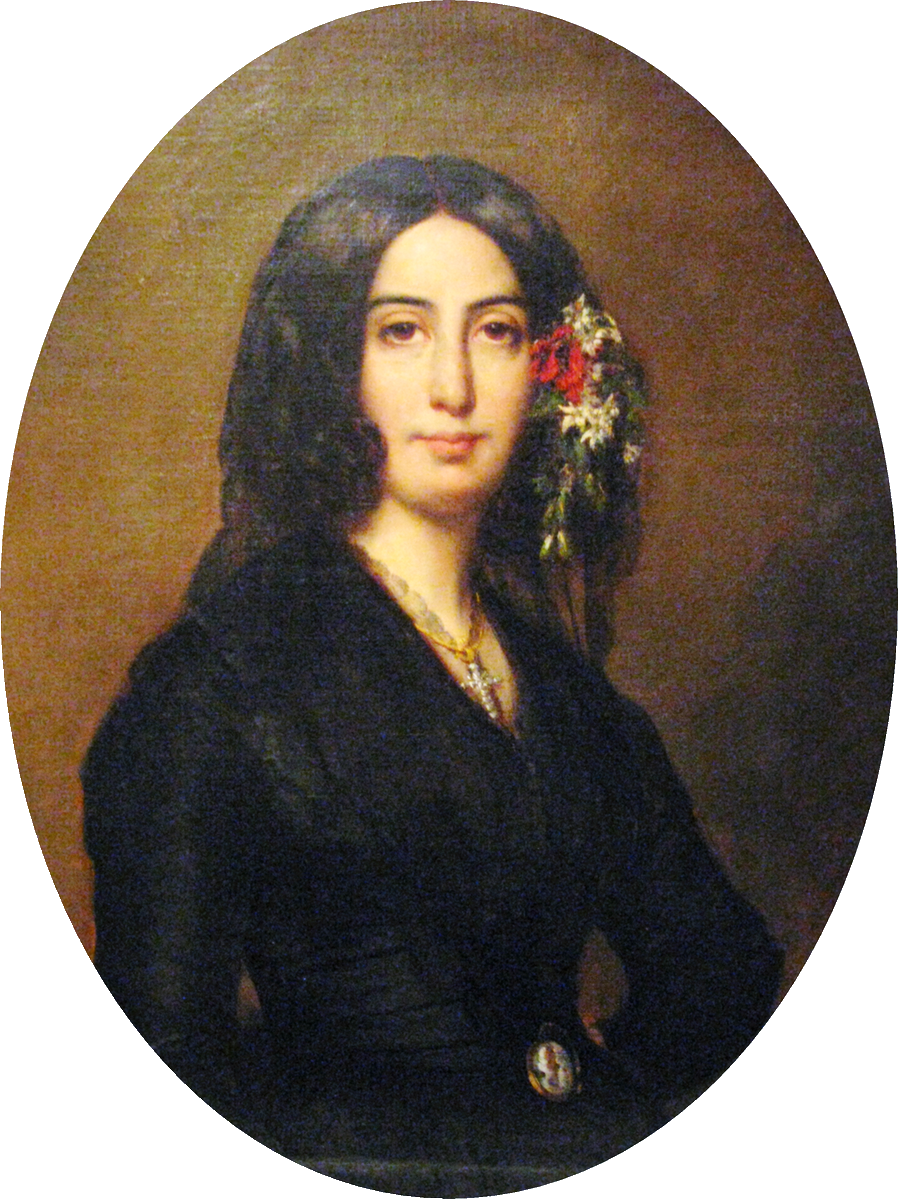
George Sand, som kallade Les Huguenots för "ett kärlekens evangelium"

I Les Huguenots skildrade Scribe och Meyerbeer för första gången religiös fanatism och sekterism som orsak till blodiga sammandrabbningar. I en skarp recension av verket motsatte sig kompositören Robert Schumann användandet av hymnen "Ein feste Burg" som ett musikaliskt tema genom hela operan och av skildrandet av religiösa motsättningar. Han skrev: "Jag är ingen moralist, men för en god protestant är det provocerande att höra sin mest prisade sång skrikas ut på scen och se det blodigaste dramat i trons historia degraderad till nivån av en tivolifars. Meyerbeers högsta ambition är att skrämma eller kittla och han lyckas verkligen med det med detta teaterspektakel." George Sand vägrade till en början att se en föreställning och sa att hon inte vill se katoliker och protestanter skära halsen av varandra till musik skriven av en jude. När hon så småningom såg verket blev hon överväldigad och skrev till Meyerbeer att "Även om du är en musiker, är du mer poet än någon av oss!" och kallade operan för "ett kärlekens evangelium".
Franz Liszt skrev om librettot: "Om man ständigt klandrar poeten för att sträva efter dramatiska effekter, skulle det vara orättvist att inte erkänna hur spännande dessa ofta kan vara" medan Hector Berlioz i sin recension skrev att "det nya librettot av M. Scribe verkar för oss vara beundransvärt arrangerat för musik och fylld av situationer av otvetydigt dramatiskt intresse".
Några skribenter har fördömt verket som inget mer än "kitschigt melodram". Den påhittade kärlekshistorien mellan Raoul och Valentine, som motiveras av Raouls misstag att tro att hon är Nevers älskarinna, bygger på ett missförstånd som pågår i tre akter och som kunde ha klarats upp mycket tidigare. Andra kritike har prisat karaktärernas psykologiska realism, till exempel Ernest Newman som hävdar att "Meyerbeer gav publiken den underbara känsla att de kom i kontakt med det verkliga livet, och att karaktärerna de såg var män och kvinnor som de lika gärna kunde möta själva." Karaktären Marcel, en skapelse både textmässigt och musikaliskt skapad av Meyerbeer, har särskilt prisats av kritikerna, då han förändras från en intolerant tjänare i första akten till en visionär och andlig vägvisare i sista. Liszt skrev: "Rollen Marcel, den renaste typen av populär stolthet och religiöst offer, verkar för oss vara den mest kompletta och levande karaktären. Den omisskännliga högtidligheten i hans sånger, vilka så vältaligt uttrycker den högstående moraliska storhet i denna man av folket, liksom hans enkelhet, den nobla naturen i hans tankar förblir gripande från början till slut."
Meyerbeer hade tänkt sig en sjungande roll för karaktären Katarina av Medici, drottningmoder vid tiden för massakern, i scenen där dolkarna välsignas i akt 4, men censuren tillät inte att kungliga personer skildrades så ofördelaktigt.
I sitt förord till pjäsen Cromwell (1827) förordade Victor Hugo införandet av lokalfärg i historiska dramer. För musikkritikern Robert Letellier inträffade detta perfekt i akt 3 av Les Huguenots, med dess strosande människor av alla klasser vilket skapade närvarokänsla och grälen mellan katoliker och protestaner som avbryts av zigenardans och spåkärringar, allt välkänt sedan Hugos Ringaren i Notre Dame (1831).
Letellier har också skrivit hur mästerligt Scribes libretto rör sig från ljus till mörker. Akt 1 utspelas dagtid i de hedonistiska omgivningarna kring ett slott som tillhör en nöjeslysten katolsk adelsman (där ett av musiknumren till och med anges som "Orgie"). Akt 2 utspelas i gassande solljus på landet. Akt 3, med annalkande strider mellan katoliker och protestaner, medan mörkret faller. Akt 4, med planeringen av massakern på protestanterna, och akt 5, med själva massakern, på natten och de tidiga morgontimmarna.
Enligt musikhistorikern David Charlton skapade Scribe och Meyerbeer i Les Huguenots ett "mästerverk av romantisk tragedi".

### Musik

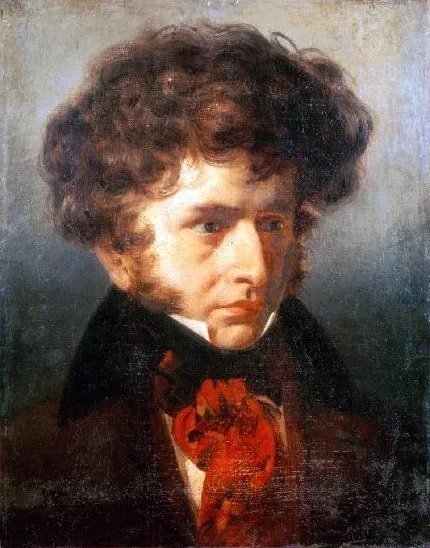
Hector Berlioz, som skrev att Les Huguenots i sin instrumentation "överträffar alla tidigare försök"

Efter premiären av operan skrev Hector Berlioz: "Det dramatiska uttrycket är alltid sant och innerligt med färska färger, varma rörelset, eleganta former; vad gäller instrumentation, effekter på körmassor överträffar detta partitur allt som fram till idag har gjorts."
Ett av de slående nyheterna är behandlingen av Luthers koral "Ein feste Burg" som ett utvecklat och varierat ledmotiv genom operan. Temat är närvarande från start där det är föremål för en serie av variationer vilka enligt Letellier symboliserar känslor inspirerade av religion: minne, kärlek, tröst, upprymdhet, men även intolerans och fanatism. I Marcel sång i första akten motsvarar den uttryck för tro, övertygelse och transcendens. I finalen till andra akten används den som ett cantus firmus för att fastställa protestanternas beslutsamhet och styrkan i farans stund. I tredje akten är den ett stridsrop att ta till vapen och fly från fällor och förräderi. Slutligen i sista akten förvandlas den till protestanternas dova och avlägnsa bön när de söker undfly massakern för att sedan bli det sista skriet av uppror mot de katolska mördarna och den sjungs också unisont av Valentine, Raoul och Marcel när de får en extatisk vision av vad som väntar dem i himlen efter deras snara död.
Ett annat nytt grepp var de många körerna, till exempel i Pré-aux-Clercs-scenen i början av Akt 3, där protestantiska soldater sjunger en "rataplan"-kör, katolska flickor går över scenen sjungande Jungfruns lov tillsammans med en tredje kör av juristtjänstemän. Körerna hörs alla separat först, sedan kombinerade för att slutligen förenas med de katolska studenternas fruar och flickvänner samt protestantiska soldater som kastar glåpord till varandra. Berlioz förundrades över att "texturens rikedom i Pré-aux-Clercs-scenen [i akt III] […] var förunderlig, men ändå kunde örat följa den med sådan lätthet att varje tråd i kompositörens komplexa tanke var tydlig — ett under av dramatisk kontrapunktik'. och sade att musiken i den akten "bländade örat såsom skarpt ljus gör med ögat".
Både Liszt och Berlioz var stora beundrare av operans instrumentation. Liszt skrev att "orkestereffekterna är mästerligt kombinerade och åtskilda att vi aldrig har bevistat en föreställning av Huguenots utan en ny känsla av överraskning och beundran för mästarens konst där han har lyckats färga in tusen nyanser, nästan ogripbara i sin finkänslighet, det rika materialet i hans musikaliska poem".
Meyerbeer använde sig av flera nya och ovanliga orkestereffekter i operan. Marcels yttrande är vanligen ackompanjerade av två celli och en kontrabas. Kompositören återupplivade det gamla instrumentet viola d'amore, som hade fallit i total glömska under 1800-talet, till Raouls aria "Plus blanche que la blanche hermine" och använde sig av basklarinetten för första gången i en opera i sista aktens scen där Marcel "viger" Valentine och Raoul precis innan de mördas för att skapa en utomvärldslig och begravningsmässig effekt.

## Inflytande
Operan kom att bli en stor utmaning för alla operahus då sju av huvudrollerna krävde sångare av högsta kaliber, något som har hindrat uppsättningar under 1900-talet särskilt då den sorts rösttyp och vokalteknik som Meyerbeer hade skrivit för knappast existerar idag. Tonhöjdsvibratot hos dagens sångare skiljer sig så markant från vibratointensiteten i bel canto-traditionen att det inte längre är möjligt att åstadkomma vad Meyerbeer hade tänkt sig.
Les Huguenots kom fem år efter Meyerbeers Robert le Diable och ett år efter Jacques Fromental Halévys La Juive och befäste genren Grand Opéra, som Parisoperan skulle komma att specialisera sig på under den kommande tiden och som blev en stor kassasuccé för världens alla operahus. Hector Berliozs samtida uttalande är fyllda av lovord där 'Meyerbeer ledde allt från violinpulten [...] från början till slut fann jag [orkesterns spel] superb i dess skönhet och förfining [...] .
Operan omedelbara framgång uppmuntrade många musiker, däribland Franz Liszt och Sigismund Thalberg, att skapa virtuosa pianoverk baserade på teamn från verket.
En långsam militärmarsch byggd på förspelet till  Les Huguenots spelas varje år under ceremonin Trooping the Colour i Horse Guards Parade i London.

## Diskografi (urval)
- Les huguenots. Sutherland, Vrenois, Bacquier, Arroyo, Tourangeau, Chiuselev. New Philharmonia Orchestra. Bonynge, dirigent. Decca (ADD) 430 549-2. 4 cd.[38]